# Laura Folguera Ortega
Laura Folguera Ortega   (Barcelona, 1975) és una periodista, directora de continguts del 2CAT.
Llicenciada en Periodisme per la UAB i diplomada en Japonès per la Kyoto Gaikokugo Daigaku de Kyoto, ha desenvolupat la seva trajectòria professional en programes i informatius de RTVE de Sant Cugat. El 1999 va començar a treballar a RTVE com a redactora de El Escarabajo Verde. El 2016 va dirigir el magazín Tips. Coordinadora de La2 a Catalunya des del 2017, el 2021 va passar a dirigir la producció de programes a TVE Catalunya. El desembre del 2023 fou nomenada directora de La 2, amb la voluntat d'ampliar l'audiènica, després de la jubilació de Samuel Martín. El març del 2025 passà a ser la primera cap de continguts del 2CAT.